# Peregrin Obdržálek

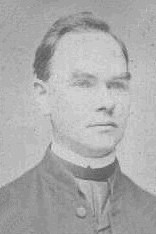
Peregrin Obdržálek

Peregrin Obdržálek (peregrin obdr̩ʒaːlek) (* 9. Mai 1825 in Austerlitz, Mähren; † 29. Mai 1891 in Břest bei Kremsier, Mähren) war ein tschechischer katholischer Priester und Autor von religiöser Literatur, Satire, humoristischen Geschichten und Versen.

## Leben
Obdržálek lernte in Uherská Skalice, in Strassnitz, Philosophie und studierte dann in Brünn Theologie. Nachdem er im Jahre 1850 zum Priester geweiht worden war, wirkte er als Kaplan in Dražovice, Topolany, Brankovice, Pustiměř und in Oppolz bei Frankstadt unterm Radhoscht, schließlich wurde er Pfarrer in Blanz. Während seines Dienstes in Břest wurde er zum Konsistorialrat ernannt.
Während seines Wirkens gründete er vielerorts Schulbibliotheken, sammelte Mitglieder für verschiedene katholische Vereine, gründete Wirtschaftsvereine und Darlehnskassen und trug mit Versen und Prosa in politischen und unterhaltend-belehrenden Zeitschriften bei. Vor allem ragte er als humoristischer Satiriker hervor: seine Abhandlungen Maloměstské dívek vychování (Kleinstädtische Erziehung von Mädchen), Nedělní zábava maloměšťáků (Sonntagsunterhaltung von Kleinbürgern), Osudná stovka či námluvy na venkově (Schicksalhafter Hunderter oder Brautschau auf dem Lande) und viele andere erschienen im Kalender Moravan (Mährer). Predigten, Lieder und Weisen veröffentlichte er in der Zeitschrift Posvátná kazatelna (Heilige Kanzel). Er gab auch Cvičení maličkých ve svatém náboženství křesťansko-katolickém (Übungsstück für Kleine in der christlich-katholischen Religion), ein dünnes Buch für Kinder heraus, das in Versen die biblische Geschichte und die Grundlagen des Katechismus zusammenfasst. In seinen Werken verwendete er auch den Decknamen Pelhřim Obdržálek (pelhřim  obdr̩ʒaːlek).